# 民主朝鮮
民主朝鮮（민주조선 ミンジュチョソン）は、朝鮮民主主義人民共和国の日刊政府機関紙である。

## 概要
発行部数は約10万部。政治、経済、外交などの政策に関する政府の公式見解や最高人民会議、内閣の決定や指示、法令などが多く掲載される。
朝鮮労働党の機関紙「労働新聞」と共同社説を掲載することもある。

## 沿革
1945年10月に平安南道人民委員会機関紙「平壌日報」として創刊された。1946年6月に北朝鮮臨時人民委員会の機関紙として現在の「民主朝鮮」に改題された。

## 日本関連の報道
1993年8月31日の『民主朝鮮』には以下のことが書かれている。